# 南翔站 (地铁)
南翔站位于中华人民共和国上海市嘉定区南翔镇，是上海地铁11号线的地铁车站，于2009年12月31日启用。本站未来可换乘建设中的嘉闵线。

## 车站结构

### 楼层分布
| 地上三层 | 侧式站台，右侧开门 | 侧式站台，右侧开门                  | 侧式站台，右侧开门 | 侧式站台，右侧开门 |
|          | ①站台              | █ 11号线 往嘉定北或花桥（陈翔公路） |                    |                    |
|          | ②站台              | █ 11号线 高峰小交路终到站台兼存车   |                    |                    |
|          | 岛式站台，左侧开门 |                                     |                    |                    |
|          | ③站台              | █ 11号线 往迪士尼（桃浦新村）       |                    |                    |
| 地上二层 | 站厅               | 票务服务、自动售票机、人工服务台    |                    |                    |
| 地面层   | 出入口             | 1-2出入口                           |                    |                    |

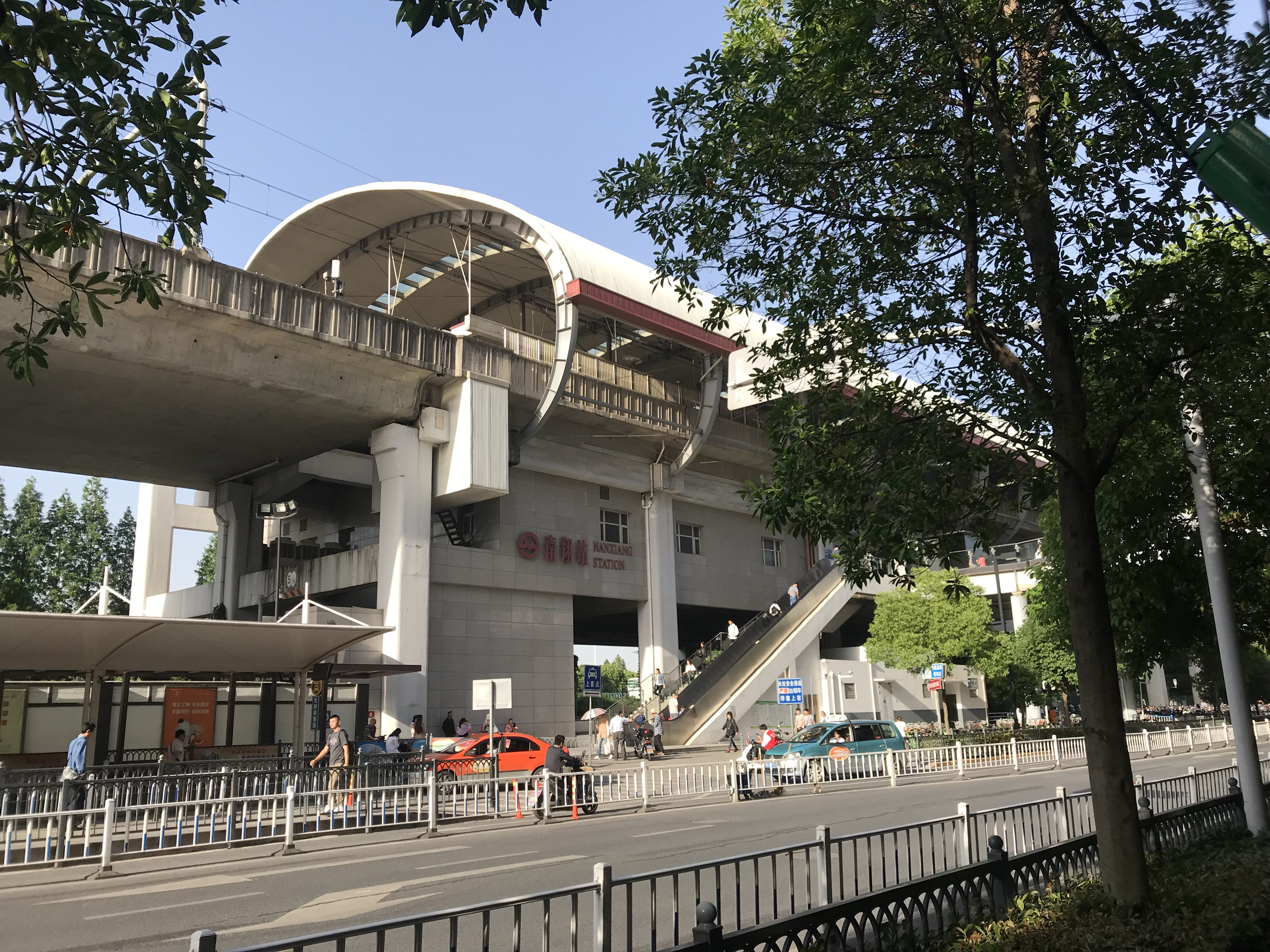
车站站房
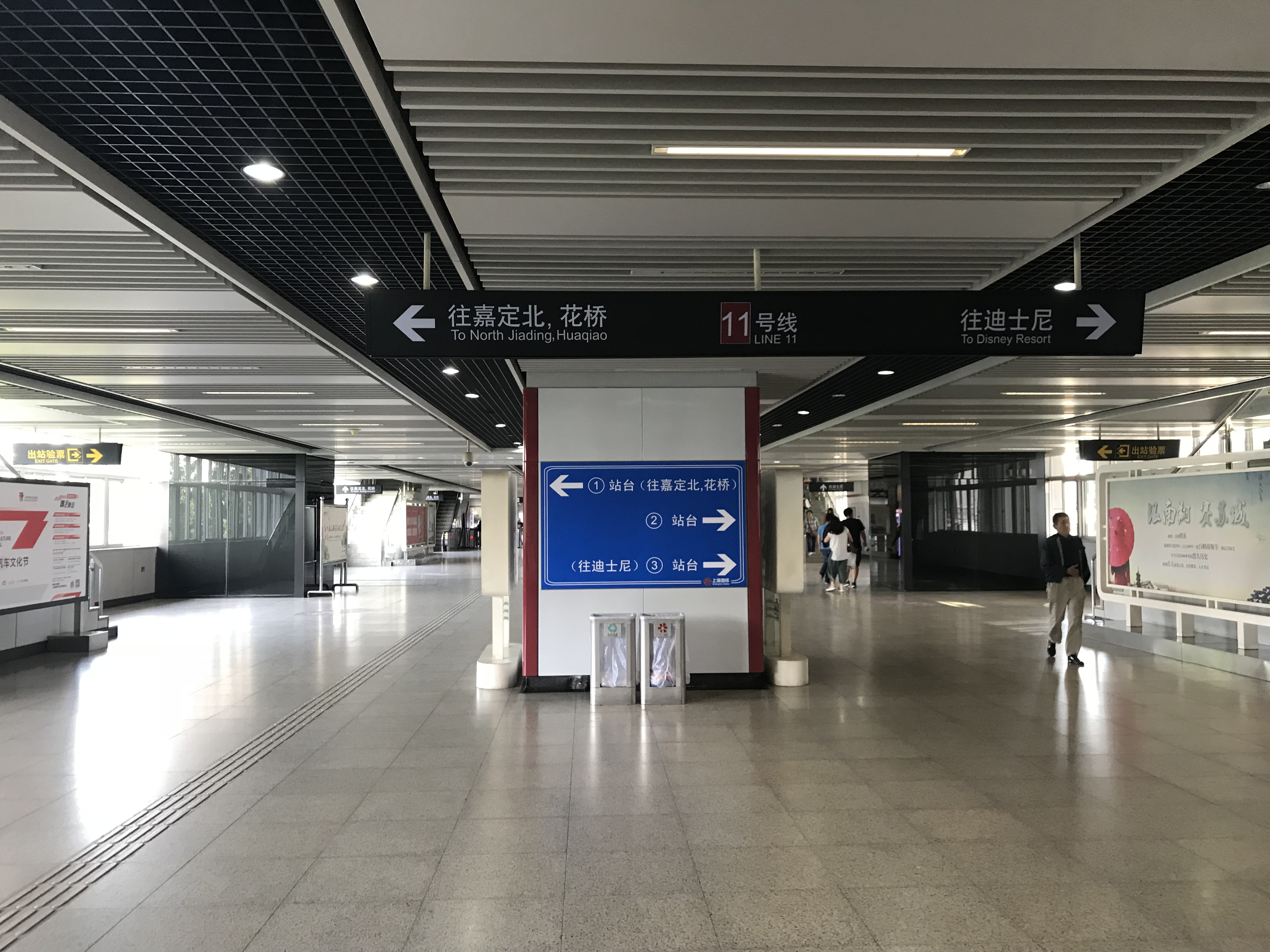
站厅付费区
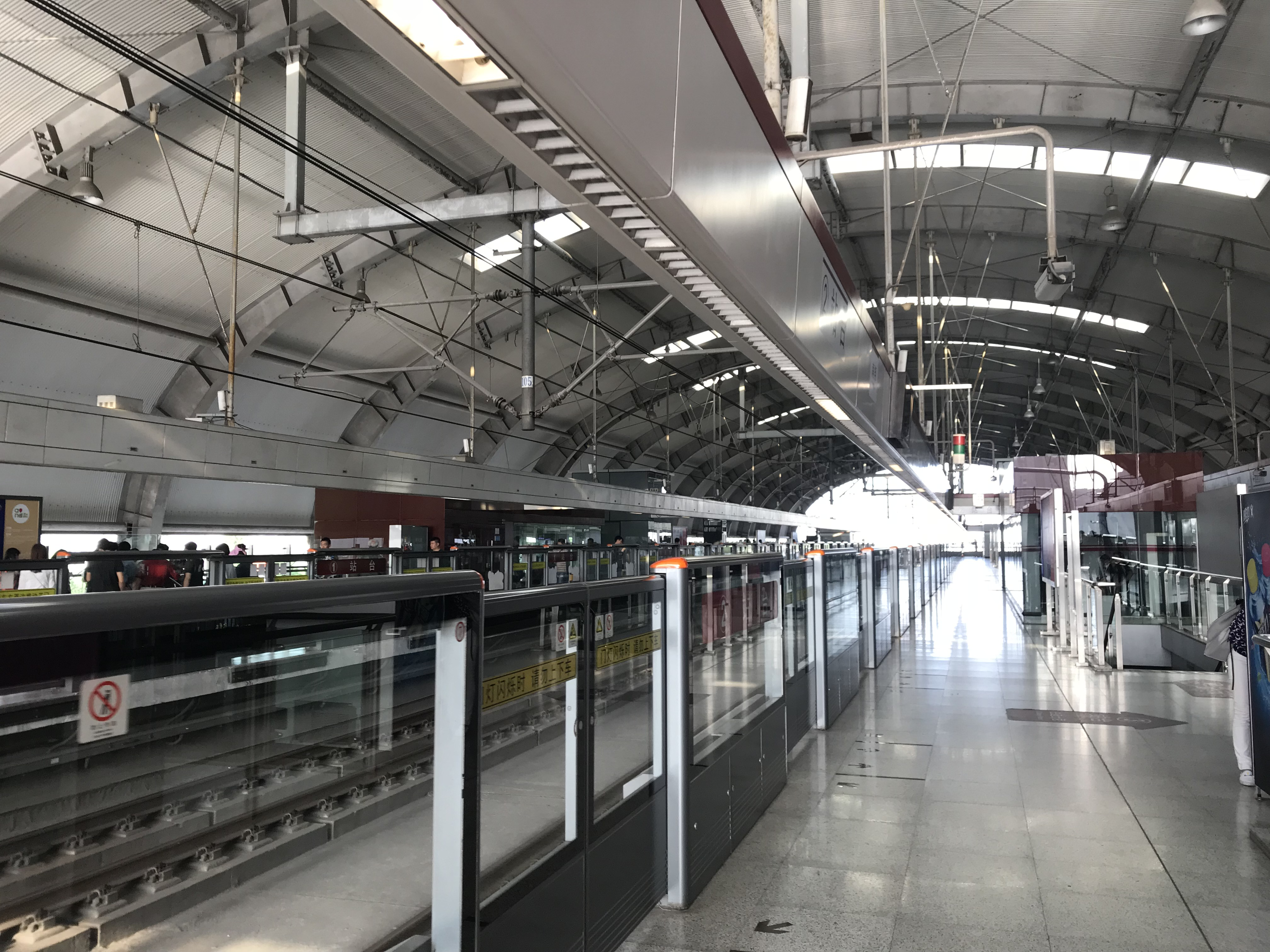
2号站台
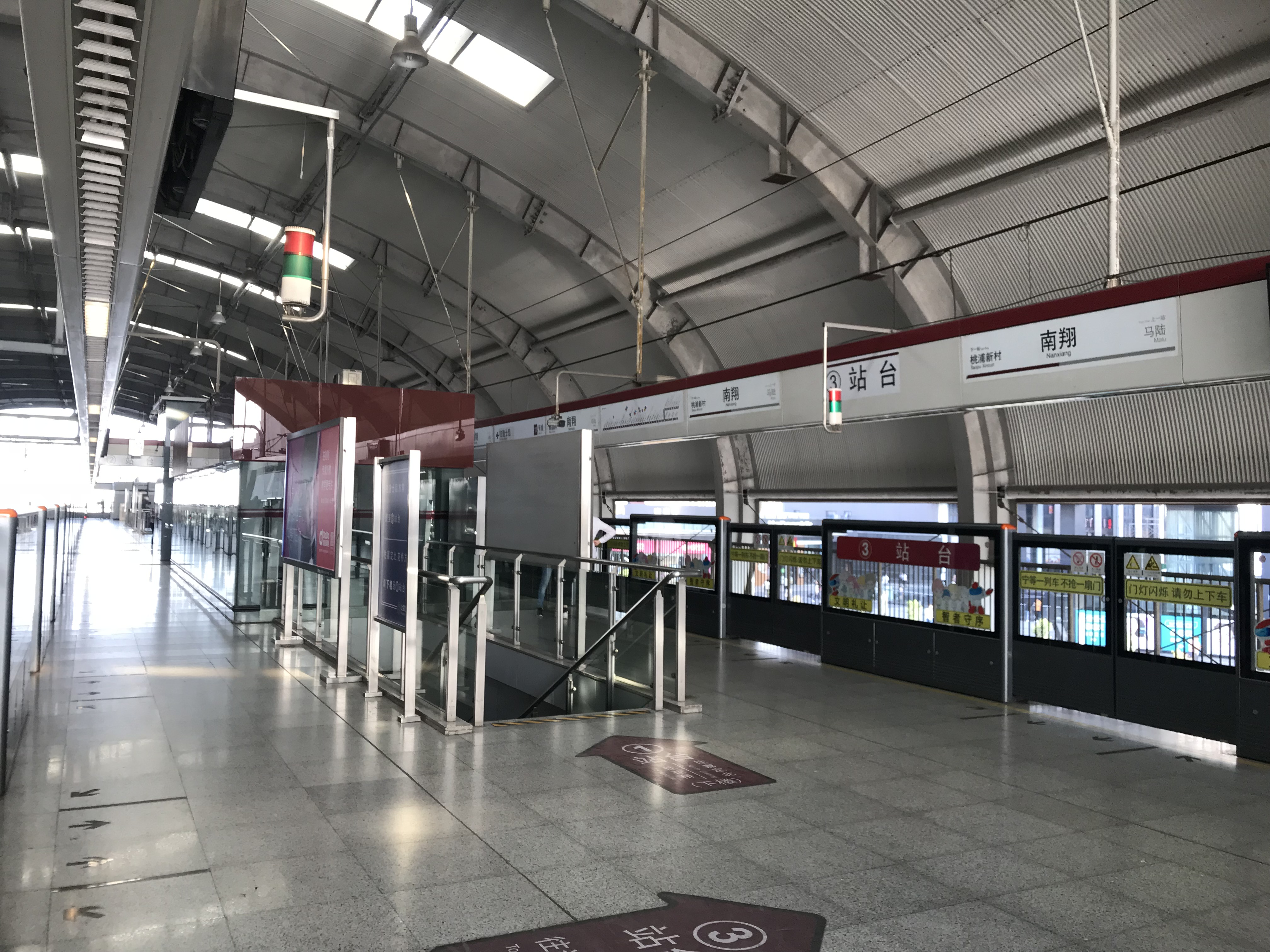
3号站台
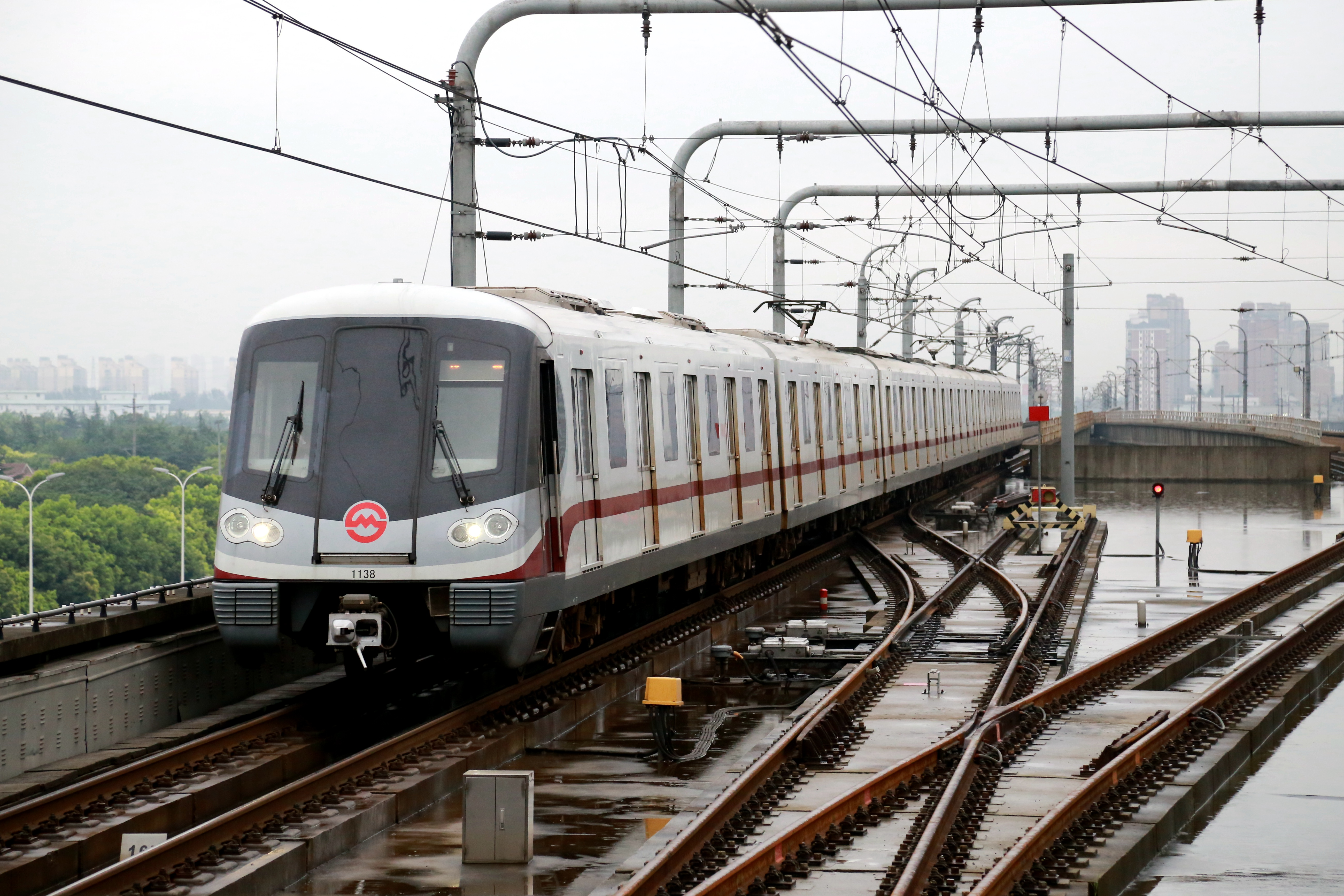
列车进站

### 站厅
南翔站的站厅位于高架站房的二层。站厅设有东西两个非付费区与两个出入口相连，非付费区内设有售票、充值和服务台。付费区位于站厅中部。

站厅全景

### 站台
南翔站的站台位于高架三层。设有一座侧式站台和一座岛式站台。侧式站台位于最北侧，供往嘉定北、花桥方向列车使用；岛式站台位于南侧，其中3号站台供11号线往迪士尼方向列车使用。

站台全景

## 车站出口
南翔站共有2个出入口，各出入口如下所示：
| 出口编号            | 出口指示       | 照片 |
| ------------------- | -------------- | ---- |
| 1 · 出口            | 佳通路         |      |
| 2 · 出口 · （设有） | 佳通路，中佳路 |      |
| 图例： 设有         |                |      |

## 接驳交通

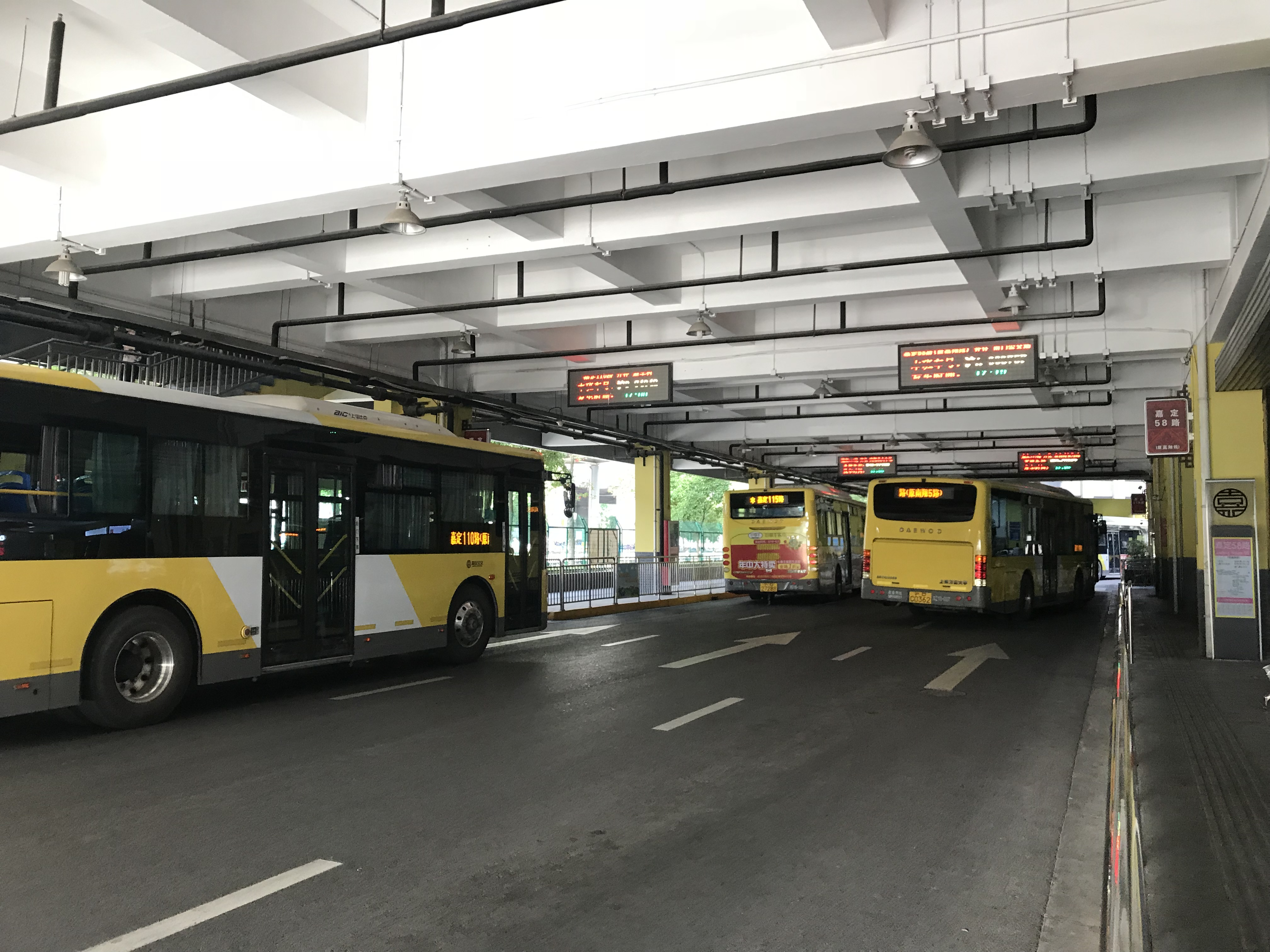
南翔公交站

### 公交
本站附近有公交南翔站枢纽，可换乘的多条公交线路，此外还有多条公交线路途径车站南侧的真南路众仁路公交站。

#### 首末公交
| 编号 | 编号      | 线路         | 线路 | 线路           | 收费 | 运营商   | 备注      |
| ---- | --------- | ------------ | ---- | -------------- | ---- | -------- | --------- |
|      | 嘉定110路 | 公交南翔站   | ⇆    | 新丰村         | 2元  | 嘉定公交 | 原南翔1路 |
|      | 嘉定111路 | 公交南翔站   | ⇆    | 和裕路金昌西路 | 2元  | 嘉定公交 | 原南翔2路 |
|      | 嘉定119路 | 公交南翔站   | ⇆    | 金润路银翔路   | 2元  | 嘉定公交 | 原南翔5路 |
|      | 嘉定126路 | 南翔北火车站 | ⇆    | 公交南翔站     | 2元  | 嘉定公交 |           |
|      | 嘉定129路 | 公交南翔站   | ⇆    | 鹤旋路金运路   | 2元  | 嘉定公交 |           |

#### 途径公交
前述公交线路不重复列出。

| 真南路众仁路 | 真南路众仁路       | 真南路众仁路 | 真南路众仁路   | 真南路众仁路   |
| 编号         | 路线               | 路线         | 路线           | 备注           |
| ------------ | ------------------ | ------------ | -------------- | -------------- |
| 62           | 华东医院           | ⇆            | 南翔汽车站     |                |
| 821          | 园康路市台路       | ⇆            | 南翔汽车站     | 原931路        |
| 898          | 上海火车站(南广场) | ⇆            | 南翔汽车站     | 原沪唐专线南段 |
| 嘉定58路     | 南门公交站         | ⇆            | 金润路银翔路   | 原嘉翔线       |
| 嘉定118路    | 南翔北火车站       | ⇆            | 科盛路蕴北路   | 原南翔4路      |
| 嘉定125路    | 南翔北火车站       | ⇆            | 公交陈翔公路站 | 原南翔6路      |

## 周边
- 中冶祥腾城市佳园
- 新里崴廉公馆
- 丰翔路
- 真南路